# O Banho de Diana (François Clouet)
O Banho de Diana é uma pintura a óleo sobre madeira, executada pelo artista do Renascimento francês François Clouet, entre os anos de 1559 e 1560. O painel, repleto de simbologias, tornou-se especialmente célebre pelo intricado jogo de alusões que conferem à composição um duplo sentido: ao mesmo tempo em que evoca o episódio mitológico de Diana surpreendida por Acteon, a cena  é também uma narrativa histórica que aborda a morte do rei francês Henrique II e o casamento de Maria Stuart com o sucessor do Delfim, Francisco II. A obra encontra-se atualmente conservada no Museu de Arte de São Paulo.

## A iconografia mitológica: Diana e Acteon
“Via Actéon na caça tão austero,
 De cego na alegria bruta, insana,
 Que, por seguir um feio animal fero,
 Foge da gente e bela forma humana;
 E por castigo quer, doce e severo,
 Mostrar-lhe a formosura de Diana.
 (E guarde-se não seja inda comido
 Desses cães que agora ama, e consumido).”

— Camões, Os Lusíadas (1572), Canto IX.
Do ponto de vista puramente mitológico, O Banho de Diana evoca o episódio da morte de Acteon, narrado originalmente por Hesíodo na obra Teogonia e popularizado na literatura européia do século XVI a partir do livro III das Metamorfoses de Ovídio. O caçador Acteon, criado pelo centauro Quíron, surpreendeu Diana e suas ninfas banhando-se em uma nascente. Irritada, a deusa transformou o caçador em um cervo, para que se tornasse presa de seus próprios cães de caça, enfurecidos pelo mesmo sortilégio.
Na obra, a cena mitológica desenrola-se em três diferentes momentos: à esquerda do observador (parte direita do painel), Acteon aparece montado em um cavalo, na companhia de seus cães; na parte central, Diana, após o banho, é auxiliada por seu séqüito de ninfas, na companhia de dois sátiros; e à direita, já na forma de cervo, Acteon é abatido por seus cães.
É sabido que o relato de Ovídio da cena mitológica carrega uma trama de alusões políticas, eivada de conotações satíricas, cujo sentido, todavia, nunca foi plenamente esclarecido. Não obstante, o episódio de Diana surpreendida por Acteon, muito recorrente na poesia e na pintura dos séculos XVI e XVII, presta-se de forma singular ao gosto maneirista pela decifração.

## A simbologia histórica: Francisco II e Maria Stuart

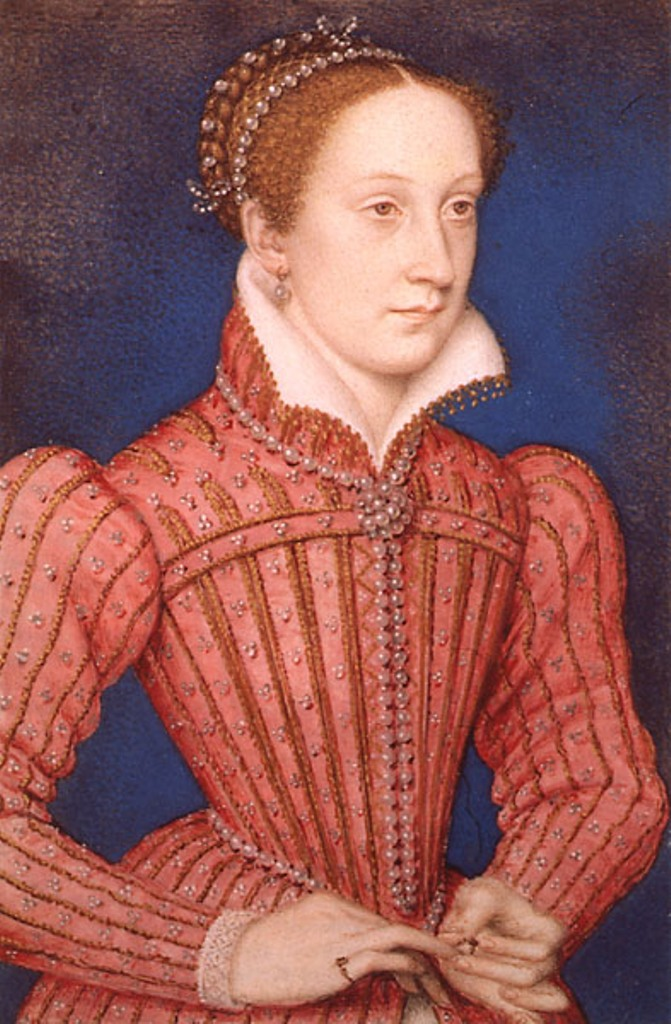
François Clouet. Maria Stuart, 1558. Royal Collection, Londres.

A certeza quanto à existência de uma simbologia histórica nessa cena baseia-se, principalmente, no fato da obra ter sido consideravelmente popular no século XVI (como atestam a existência de pelo menos outras três versões dessa mesma composição), e na figura do cavaleiro em segundo plano (Acteon), trajando uma vestimenta pouco usual para pinturas de cunho mitológico.
Desde muito cedo, O Banho de Diana despertou a curiosidade de historiadores da arte e muitas hipóteses foram aventadas para desvendar o significado histórico associado à cena mitológica. Para Reinach, a obra trataria de uma alegoria dos amores de Henrique II e de Diana de Poitiers. Para Blum, entre outros, as personagens aludiriam aos amores de Carlos IX e de Marie Touchet.

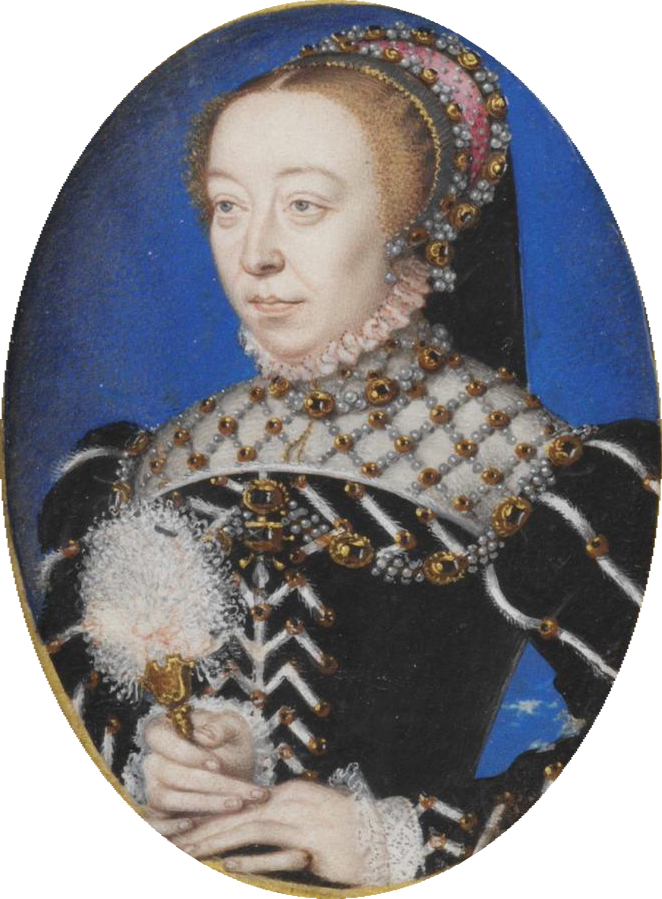
Catarina de Médici em trajes de viúva. Miniatura atribuída a François Clouet.

A interpretação mais consistente para a cena em questão, no entanto, partiu de Gilles Grandjean, para quem os traços de Diana são os de Maria Stuart, conhecidos em virtude dos crayons de François Clouet, seu fiel retratista. Além disso, quando ascendeu ao trono como rainha consorte de Francisco II, Maria Stuart fora saudada como “a nova Diana”. Segundo essa mesma interpretação, na fisionomia da ninfa sentada é possível reconhecerem-se os traços de Catarina de Médici, que chora a morte acidental de seu esposo Henrique II, cujo apelido de “Cervo Real” justificaria a alusão à morte de Acteon.
Com a dor dessa ninfa (Catarina de Médici), parecem regozijar-se dois sátiros músicos, de fisionomia algo maligna, portando uma trompa de caça e um alaúde, imagens alegóricas dos irmãos de Guise – o duque o cardeal de Lorena –, tios maternos de Maria Stuart. A figura do sátiro, representação do mal, conviria perfeitamente a estes dois membros de uma das mais poderosas famílias da aristocracia francesa, líderes da facção ultra-religiosa da Santa Liga e odiados por suas intrigas políticas. A ninfa que passa o flammeum (manto nupcial romano) à Diana (Maria Stuart), seria a duquesa de Guise.
Em suma, O Banho de Diana pode ser interpretado em três registros simultâneos: como uma elegia fúnebre à morte de Henrique II, como uma crítica irônica à ganância dos de Guise e, enfim, como uma celebração ao casamento de Maria Stuart com o delfim Francisco II, em 1558, que se perfila ao fundo empunhando o cetro com as armas da França.

## Outras versões

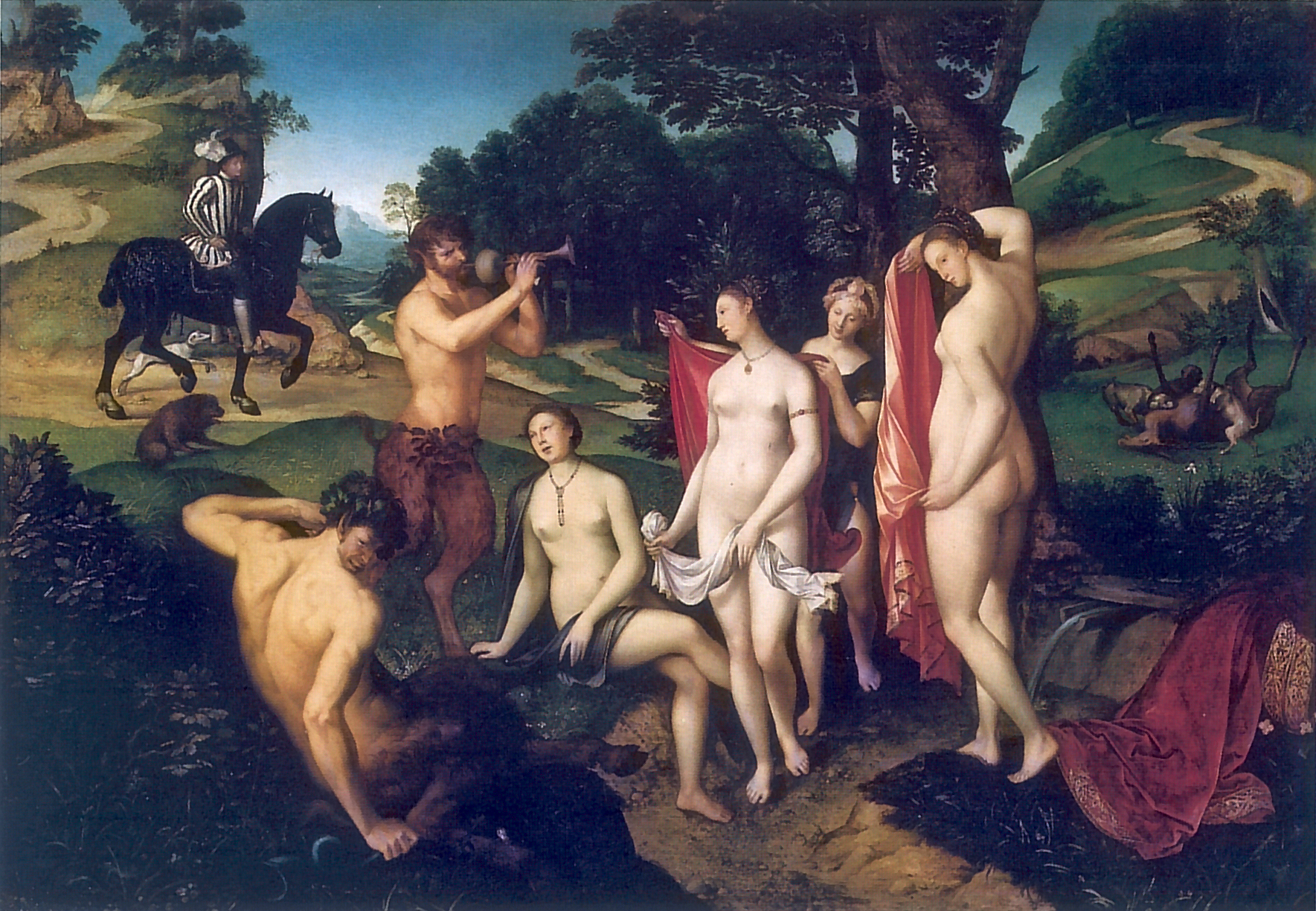
François Clouet. O Banho de Diana. Museu de Belas-Artes, Rouen.

Da obra em questão, são conhecidas pelo menos outras três versões, com ligeiras variações em relação à obra do MASP: uma na coleção do Museu de Belas-Artes de Rouen, uma no acervo do Museu de Tours e outra na coleção particular de Maurice Sulzbach.
Para Blum, obra do MASP seria a primeira da série, enquanto para Béguin a precedência caberia à versão de Rouen. Há consenso, de toda forma, quanto ao fato de as versões de Sulzbach e Tours serem posteriores e, possivelmente, cópias executadas por um seguidor de Clouet.

## Proveniência
Por muito tempo, a obra esteve conservada em diferentes coleções particulares francesas. No início do século XX, encontrava-se na coleção Neher, em Paris. Em seguida, passou à coleção Maurice Métayer, também ubicada na capital francesa. Em 1938, foi vendida à Georges Wildenstein, famoso galerista de Nova York. Por fim, em 19 de março de 1958, a obra foi adquirida junto à Galeria Wildenstein pelo Museu de Arte de São Paulo.

### Exposições
Em meados do século XX, a obra integrou um ciclo de exposições promovidas pela Galeria Wildenstein de Nova York nas cidades de Paris (Great tradition of French paintings, 1939) e Nova York (The School of Fontainebleau, 1940). Também participou da exposição MASP no Japão, sediada em Tóquio, no Museu Nacional de Arte Ocidental, entre 1979 e 1980.